# Ústřední matice školská
Ústřední matice školská (ÚMŠ) byla jedním z tzv. národních „obranných” spolků vznikajících z valné většiny v 80. letech 19. století. Jednou z konfliktních sfér mezi Čechy a Němci žijících na území Čech, Moravy a Slezska se stalo školství a otázka vyučovacího jazyka. Národní boj o tzv. „duše“ na obecných školách se sváděl na obou stranách. Ústřední matice školská vznikla jako český ekvivalent k německému „Schutzvereinu” Deutscher Schulverein (DSV). Oba národní obranné spolky se snažily podporovat školství - ÚMŠ odvrácením „germanizace” českých dětí a DS zastavením „čechizace” dětí německých. Místní odbory ÚMŠ řízené centrálně z Prahy prováděly národnostní obrannou práci v postižených regionech.
Ústřední matice školská založená roku 1880 měla podporovat vznik a provoz menšinových českojazyčných škol v národnostně smíšených oblastech Rakouska-Uherska, zejména v českém pohraničí. Opírala se o silnou podporu ze strany českých politiků, novinářů i široké veřejnosti. Prostředky získávala především dobrovolnými sbírkami a benefičními akcemi (např. plesy), které organizovaly místní odbory v česky mluvících oblastech. Zpočátku se zaměřila na školy základní (obecné) a mateřské (opatrovny), později rozšířila svou působnost i na gymnázia a odborné školství. V roce 1919 převzal většinu základních škol stát, Matice ale pokračovala během celé první republiky ve zřizování internátů, mateřských a odborných škol v pohraničí. Roku 1930 uspořádala velkolepé oslavy 50. výročí. Po Mnichovské dohodě ztratila většinu provozovaných škol i dalších nemovitostí. Definitivně zanikla po roce 1948.

## Historické souvislosti

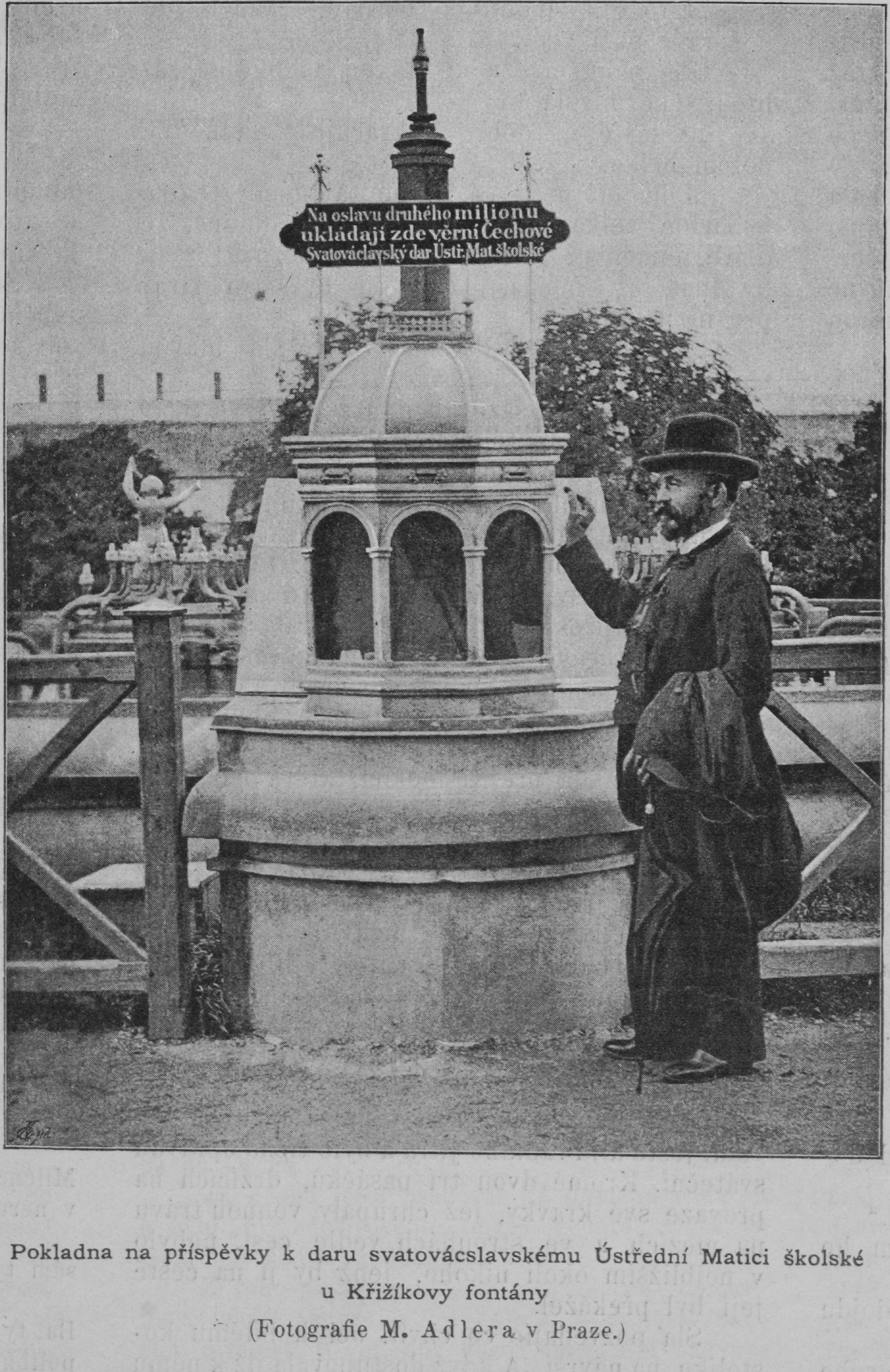
Pokladna ÚMŠ na jubilejní výstavě 1891

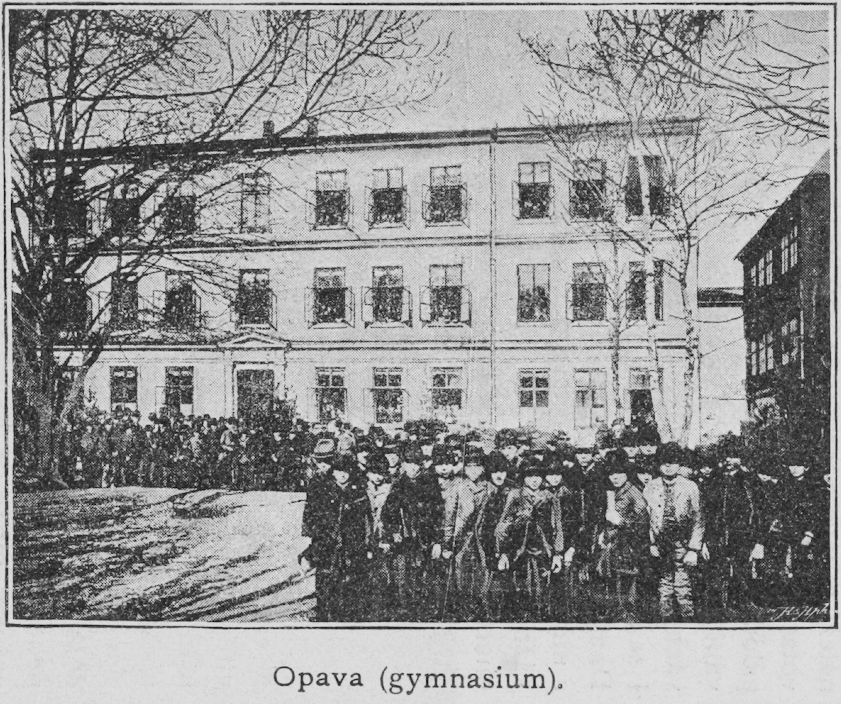
Gymnázium v Opavě cca 1891

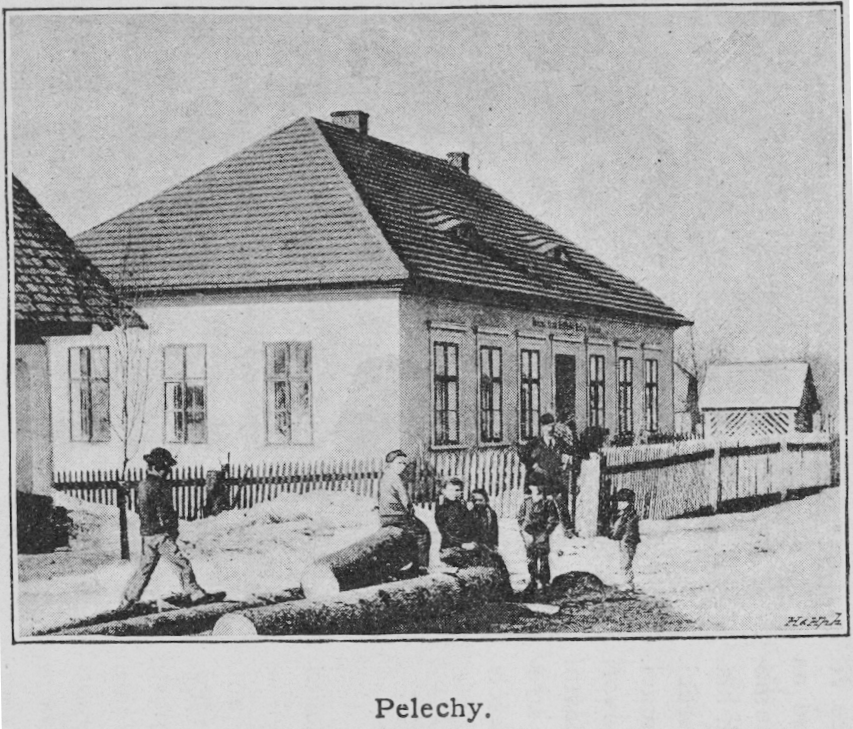
Škola v obci Pelechy cca 1891

Vláda Eduarda Taaffeho, která nastoupila v roce 1879, podnikla některé kroky k vyrovnání práv Čechů a Němců. 19. dubna 1880 zrovnoprávnil ministr Karl von Stremayr češtinu a němčinu u soudů a politických úřadů (tzv. Stremayrova jazyková nařízení). U německy mluvících obyvatel to vyvolalo znepokojení. V květnu 1880 vznikl na podporu německojazyčného obyvatelstva spolek školství spolek Deutscher Schulverein. I když do německých škol vstupovaly české děti v některých oblastech pod nátlakem, z valné většiny tak činili čeští rodiče dobrovolně za účelem společenského vzestupu, jelikož „výborná němčina” byla nezbytným předpokladem úspěšné kariéry. Čeští vlastenci a dokonce některé české obce samy o vyučování němčiny na české škole žádali. Národní obranná práce se proto zaměřovala na české rodiny v německých obcích bez přístupu k české škole. Na přelomu 70. a 80. let 19. století (ale i v dalších letech) se tato menšina rozrůstala. Řada českých dělníků, povzbuzovaných nabídkou vyšších výdělků, se stěhovala za prací do převážně německého pohraničí a měnila tam letité etnické poměry. Na německé straně se objevil strach o „národní državy” a čeští nacionalisté se strachovali, že migranti v novém prostředí postupně podlehnou poněmčení.

## Založení Ústřední matice
Podnět k založení české organizace, která by se stala protiváhou Schulvereinu, dali V. Vaněk, řídící učitel v Bezně, a Václav Kredba, ředitel obecné školy. Myšlenky se ujal Ústřední spolek jednot učitelských v Praze. Návrh byl schválen v jeho výboru 26. září 1880 a trojice Josef Barák, Josef Král a Josef Kořán začala sestavovat návrh stanov. Bylo dohodnuto, že bude založen samostatný spolek, a na návrh V. Kredby byl zvolen název Ústřední matice školská. Přívlastek „ústřední“ byl zvolen pro odlišení od podobných organizací, které v té době existovaly na místní úrovni (už v roce 1872 vznikly Matice školské v Olomouci a v Prostějově, v roce 1873 vznikla Matice školská v Budějovicích, o pět let později založil Bedřich Hoppe Matici školskou v Brně). Stanovy byly projednány na schůzi představitelů českých spolků a předních novinářů v Umělecké besedě 24. října a úředně schváleny místodržitelstvím 13. listopadu 1880.
Ustavující valná hromada se konala 5. prosince 1880 v Měšťanské besedě. Účastnilo se přes 500 lidí - víc, než se čekalo, takže se ani všichni nevešli do sálu. Schůzi předsedal Josef Král, který v emotivním projevu zdůraznil důvody pro založení organizace: zabránit odnárodňování a zajistit českým dětem kvalitní vzdělání v mateřském jazyce. Na shromáždění byl zvolen 25členný výbor s osmi náhradníky a třemi přehlížiteli účtů. Předsedou byl v nepřítomnosti zvolen František Ladislav Rieger (schůze se neúčastnil kvůli politickému jednání ve Vídni), dalšími členy výboru byli např. Josef Barák (redaktor Národních listů), Tomáš Černý (náměstek pražského purkmistra), Jan Neff (obchodník), Jan Podlipný (advokát a jednatel Národního klubu) a Václav Štulc (probošt na Vyšehradě).

## Mediální prezentace
Již od prvních počátků kladli představitelé Matice důraz na to, aby měla zajištěn příznivý ohlas v tisku. V tom duchu bylo vedeno i jednání o konečném znění stanov 24. října 1880.
K hlavním argumentům, používaným při přesvědčování české veřejnosti, patřilo:
- Český národ si nemůže dovolit ztrácet své příslušníky. Je povinností všech Čechů, v rámci možností pomáhat krajanům v nepříznivých podmínkách.[7]
- Češi se musí bránit proti poněmčování, ale nemají zájem počešťovat Němce. Do matičních škol mohou být přijaty jen české děti. Školy mají být zakládány především tam, kde by správně měly být veřejné (obecní, státní), ale kvůli obstrukcím místních úřadů tam nejsou.[2]
- Děti potřebují vzdělání v mateřském jazyce. Češi vyučovaní v němčině dostatečně nechápou výklad a zaostávají.[6]

18. prosince 1880 vydal výbor provolání „Čechům, Moravanům, Slezanům!“, které v následujících dnech vyšlo v českých denících. Byla to první velká výzva veřejnosti k finančním sbírkám. Dokument líčí tíživou situaci českých menšin, nucených posílat děti do německých škol. Tisíce dětí jsou tak odnárodňovány a český národ ztrácí obec po obci. Takový vývoj by si nemohl dovolit ani velký národ, natož malý. Je proto povinností všech, postarat se v rámci možností, aby co nejvíc českých dětí získalo vzdělání v mateřském jazyce. Součástí provolání bylo i plné znění stanov, v nichž kromě cílů sdružení (zřizovat a udržovat obecné a mateřské školy s českým vyučovacím jazykem v rakouských zemích, zejména tam, kde toho nelze dosáhnout z veřejných prostředků) byly vyjmenovány i kategorie členství: zakládající (vloží jednorázově nebo do 5 let alespoň 500 zlatých), skutečný (jednorázově nebo do 5 let nejméně 100 zlatých), přispívající (10 zlatých ročně), činný (1 zlatý ročně) nebo čestný (zvolen valnou hromadou na návrh výboru za zásluhy o spolek či školství obecně).
Spisovatelé podporovali Matici svými díly. Eliška Krásnohorská v knize Matice školská a občanstvo (1882) vyzývá Čechy, zejména ty méně majetné a dělníky, aby mysleli na své ještě ubožejší krajany v pohraničí a přispěli jim na české školy. Připomíná, že i císař uznal, že každý národ má právo na vzdělání ve svém jazyce. Už dávno neplatí, že němčina je jazykem pánů a čeština chudiny; nikdo z okolních národů neopovrhuje svým původem tak jako zcela bezdůvodně Češi.
Karolina Světlá věnovala ÚMŠ výtěžek z knihy Na bludné cestě (1882).
Učitel a odborný spisovatel Jan Tykač v projevu na národní slavnosti v Horách u České Třebové 22. července 1883 zdůraznil nutnost vyučování dětí v mateřském jazyce, bez kterého nemohou dosáhnout kvalitního vzdělání. Výklad učitele nechápou, nedokáží se vyjádřit česky ani německy. Jestliže mají uvědomělé rodiče, naučí se německy a získají vzdělání, ale stanou se z nich Němci. Použil biblická přirovnání - když pastýř každou ovečku shání, neměli bychom my opouštět tisíce. Povinností křesťana je, neumělé učiti a zarmoucené těšiti - a Matice školská přináší příležitost, jak to činit.
O Matici se zmiňuje i Svatopluk Čech v knize Pestré cesty po Čechách (1892). Komický hrdina, pan Brouček (známý z výletu na Měsíc a do 15. století) přichází na Jubilejní výstavu 1891, kde uvidí stánek s pokladnou ÚMŠ. Jako typický měšťák odmítne přispět, činnost Matice ho obtěžuje (byť ne zrovna na výstavě, kde se nijak nevnucují) a ve svém omezeném rozhledu by byl nejraději, kdyby měla jen podobné výstavní kiosky pokud možno na odlehlých místech. S jeho dalším argumentem - proč má Matice zakládat české školy, když to může dělat vláda; na plat ministra se také nevybírá do pokladny - ale nejspíš souhlasil i autor.
Alfons Bohumil Šťastný (1866-1922) se zaměřil na děti. V povídce Mařenčina panenka (1900) líčí příběh osmileté Mařenky Horné, dcery cukrovarského úředníka, která se ve třídě setkala s novou spolužačkou Kopřivovou. Ta za ostatními žáky zaostává, protože strávila předchozí ročníky na německé škole, kde nerozuměla výkladu a skoro nic se nenaučila. Rodiče povědí Mařence, že podobným případům brání Ústřední matice školská. Mařenka je, podobně jako rodiče, myšlenkou této organizace nadšená, daruje jí drobné peníze a nakonec s velkým váháním věnuje oblíbenou panenku do dobročinné aukce (která dopadne tak, že ji koupí opět její rodiče za 10 korun pro Matici, k radosti všech).
Články o Matici, často se statistickými údaji o činnosti, se pravidelně objevovaly v kalendářích.
Členové a příznivci si mohli za 1 zlatý a 20 krejcarů ročně předplatit Věstník Ústřední Matice školské, který vycházel měsíčně. Spolek také roku 1889 vydal obrázkovou knihu Našim dětem (sestavil František Táborský, ilustroval Mikoláš Aleš) a prodával propagační předměty (gratulační archy, národní navštívenky, dopisní papíry s citáty spisovatelů apod.)

## Výsledky činnosti
Ústřední matice školská byla v 80. a 90. letech 19. století pokládána za druhou nejdůležitější českou národní instituci po Národním divadle. Obě posilovaly českou kulturu pomocí veřejných sbírek.
V prvním roce činnosti, na podzim 1881, se podařilo otevřít tři školy obecné a tři mateřské (opatrovny), a to v Liberci, Prachaticích, Znojmě, Brně a Nýřanech. Dohromady do nich chodilo 643 dětí a iniciativa vedla k povzbuzení národního života v těchto městech. Matice také vyzvala k zakládání místních odborů na podporu těchto aktivit. Do začátku srpna 1882 se vybralo 142 tisíc zlatých. Nemilou událostí byl naopak požár Národního divadla 12. srpna 1881, protože řada potenciálních dárců věnovala své omezené prostředky raději na jeho obnovu.
V následujících letech se činnost Matice rozšiřovala. Za 18 let, do roku 1898, se podařilo založit 124 škol, z toho dvě střední (gymnázia v Opavě a Uherském Hradišti), 66 obecných a 56 mateřských. 26 škol se postupně podařilo převést na veřejné, tři byly pro nedostatečný zájem zrušeny, několik mateřských škol bylo předáno jiným institucím nebo obcím. Matice také podporovala některé cizí školy finančně (např. Komenského školu ve Vídni). V roce 1888 měla ve správě 88 škol, do kterých chodilo asi deset tisíc žáků. Do škol, původně zřízených Maticí a pak předaných jiným institucím, chodilo v témže roce asi 5000 dětí. V roce 1897 zaměstnávala 195 učitelů, 30 katechetů a 65 dalších zaměstnanců (školníků, opatrovnic apod.) Vznikaly i místní odbory na její podporu. Například v Hradci Králové byl založen mužský odbor roku 1883, do jeho čela se postavil starosta Karel Collino. Roku 1888 pak v témže městě vznikl i dámský místní odbor.
Německé místní úřady zpočátku nekladly Matici překážky, protože odchodem českých dětí do matiční školy jim odpadly povinnosti i výdaje. Po roce 1901 se ale národnostní rozpory vyhrotily, úřady se mnohde snažily vznik nových škol zkomplikovat, německé organizace vyvíjely nátlak na české rodiče. V téže době naopak zesílil příliv finančních příspěvků od českých dárců. Během 1. světové války hrozilo, že by vláda mohla nadaci rozpustit. Obezřetným vedením k tomu ale Matice nedala příležitost. Uhájila všechny předválečné školy, ale také bránila učitelstvo před podezíravostí vlády a v provolání k českým matkám z roku 1917 zdůraznila nedělitelnost Českého království.
V roce 1919 měla Matice 35 mateřských škol, 67 obecných (základních) škol, jedno reálné gymnázium (v Orlové) a jednu průmyslovou školu (v Prachaticích).
Po vzniku Československa byl přijat tzv. Metelkův zákon (podle tehdejšího starosty ÚMŠ Jindřicha Metelky, který převedl většinu matičních škol pod správu Ministerstva školství. Matici tím odpadla velká část starostí; další svou činnost prováděla ve spolupráci se státem. Protože odpovědnost za základní školství převzal stát, zaměřila se především na mateřské, rodinné a živnostenské školy, obchodní akademie, internáty a jazykové kursy. V některých případech poskytovala podporu veřejným školám.
V roce 1930 se konaly oslavy 50. výročí vzniku Matice, s řadou článků v tisku. V té době (statistika za rok 1929) měla 134 mateřských škol, jeden studentský konvikt (Švehlova kolej v Karlových Varech), dvě obchodní akademie (v Teplicích a Jablonci n. N.), 5 rodinných škol, jedna občanská škola, 34 jazykových kursů, 80 pokračovacích škol, 6 hudebních a 68 škol podporovaných. Všechny obecné (základní) školy i gymnázium v Orlové byly již po válce předány státu. Do budoucna se chtěla zaměřit na Slovensko, Hlučínsko a menší obce. V neděli 7. prosince 1930 proběhla slavnostní valná hromada za účasti politiků, úředníků i zástupců občanských organizací. S projevy vystoupil starosta matice Vincenc Dewetter, profesor Jan Kapras, profesor Bohumil Němec a další. Prezident Tomáš Garrigue Masaryk zaslal zdravici, v níž ocenil přínos Matice k vzniku samostatného státu a vyzdvihl svépomocnou obětavost, která může pomáhat tam, kde státní moc nestačí. Z původních zakladatelů žil v té době už jen novinář Adolf Srb.
Mnichovská dohoda ze září 1938 znamenala ztrátu téměř všech matičních škol, protože zůstaly na území předaném Německu. Krátce před Mnichovem měla Matice 340 škol se 13 tisíci žáky. Během října 1938 ztratila všechny střední školy, živnostenské školy a internáty. Zbyla jí jen jedna obecná škola (v Hrádku u Manětína) z původních 31 a 25 mateřských škol z 202. Většina škol byla v pronajatých budovách, zčásti rekonstruovaných na náklady Matice; na odstoupeném území ale také zůstalo 126 nemovitostí a další majetek, o jehož záchranu vedení Matice v říjnu 1938 usilovalo. Na některých školách na německém území nadále probíhala určitou dobu výuka s tím, že je provozovali dosazení správci na náklad ÚMŠ. Místní odbory, které z větší části zajišťovaly financování, naopak zůstaly z 90 % v ČSR.
Během nacistické okupace zprávy v tisku o Matici ustávají. V lednu 1940 oznámil tisk plánované připomenutí osmdesátého (sic) výročí Matice, které výbor Národního souručenství plánoval využít k oživení hesel, pod nimiž tato organizace kdysi vznikla. Tím zprávy v daném roce končí.
Ústřední matice školská byla zrušena 30. června 1943. Definitivně zanikla roku 1948.

## Představitelé
Starosta:
- 1880 — 1891 František Ladislav Rieger
- 1891 — 1901 Jaromír Čelakovský
- 1901 — 1912 František Kneidl
- 1912 — 1921 Jindřich Metelka
- 1921 — 1933 Vincenc Dewetter
- 1933 — ? Jan Kapras

Ředitel kanceláře (funkce zřízena 1887):
- 1887[32] — 1899[33] Josef Ladislav Turnovský
- 1901 — ? Prof. Dr. František Bělehrádek

## Sponzoři
Za prvních třináct let ÚMŠ vybrala 2.170.000 zlatých a vydala 1.905.000 zlatých. Příjmy získávala z členských příspěvků (viz výše), drobných darů, charitativních akcí a dědictví. K největším mecenášům se zařadil Bedřich Schnell (1808-1897), c. k. policejní komisař ve výslužbě, který jí v závěti odkázal téměř celý svůj majetek, zčásti rovněž získaný dědictvím, v hodnotě 170 tisíc zlatých. Veřejné ocenění si již dříve posmrtně vysloužil pilníkář Antonín Chvojka (1833-1884), který odkázal ÚMŠ svou usedlost v Jablonci č. 404 s odhadní cenou asi 20 tisíc zlatých; byl dáván za příklad nezištného českého dělníka, z něhož by si měli brát příklad i bohatí.

## Kontroverze

### Milionový pavilon

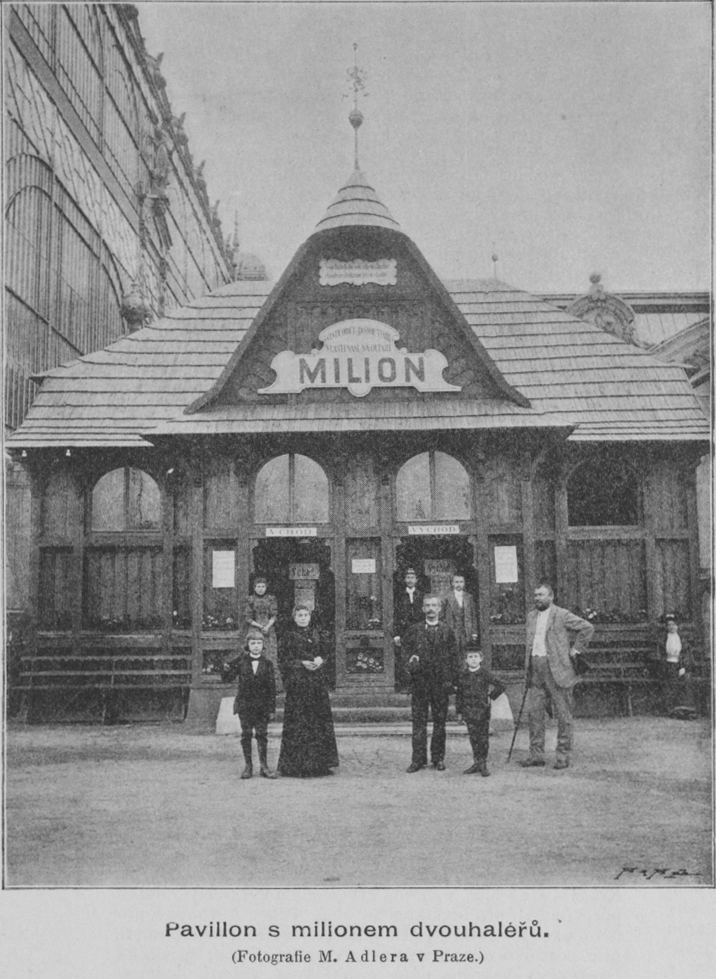
„Milionový pavilon“ na Národopisné výstavě 1895

Roku 1895 se v Praze konala národopisná výstava. Jednou z velmi propagovaných atrakcí se stal „Milionový pavilon“, v němž jeho majitelka Emanuela Geitlerová předváděla ve skleněné vitrině milion dvouhaléřových mincí ve 2500 sloupcích po 400 mincích. Články v tisku jej spojovaly s ÚMŠ, protože se prý majitelka rozhodla věnovat této organizaci značnou část vlastního výtěžku a vybírat do oddělené pokladny dobrovolné příspěvky. Paní Geitlerová byla uváděna jako významná vlastenka a její nápad s milionem jako záslužný počin.
Následujícího roku vyšel ve 40. čísle časopisu Česká stráž nepodepsaný článek (k autorství se přiznal Gustav Jaroš), který na základě konkrétních údajů dokládal zištné pohnutky paní Geitlerové a zpochybňoval výhodnost spolupráce s ní pro Matici. Paní Geitlerová se tímto článkem cítila poškozena a podala na jeho autora žalobu pro urážku na cti.
U soudu Gustav Jaroš nejprve vylíčil snahu paní Geitlerové, získat slevu z částky 500 zlatých, kterou se zavázala zaplatit Matici, poté pokračoval doložením nesrovnalostí při vykazování počtu návštěvníků a příklady agresívní reklamy, v níž se naznačovalo, že návštěva atrakce znamená příspěvek pro Matici. Vyslovil rovněž pochybnost o správném předání přeplatků na vstupném, které měly podle dohody plně připadnout Matici. Smlouva byla podle něj jednostranně výhodná pro paní Geitlerovou. Výslechem svědků (představitelů ÚMŠ) se prokázalo, že prakticky nebyla prováděna kontrola a navíc její ředitel Josef Ladislav Turnovský umístil portrét paní Geitlerové na titulní stranu Věstníku, kam se obvykle dávaly jen podobizny zasloužilých mecenášů. Soud rozhodl ve prospěch novináře, čímž zároveň padlo špatné světlo na představitele Matice, kteří do té doby činnost paní Geitlerové naivně podporovali. Aféra otřásla důvěryhodností představitelů Matice, o níž G. Jaroš prohlásil, že touto událostí nepadne, jen je potřeba ji provětrat. Jan Herben v časopise Čas Turnovskému v té souvislosti později „doporučil“, aby po této blamáži raději odešel do ústraní.

### Dědictví po Neumannových
Na konci 19. století se ÚMŠ stala univerzální dědičkou manželů Neumannových, majitelů domu v Husově ul. 238 v Praze. S dědictvím byl přijat i závazek, vyplatit dalším osobám částku 44.200 zlatých. Po převzetí domu se ale zjistilo, že hodnota všech závazků (cca 52.000 zlatých včetně bankovních úvěrů) převyšuje odhadní cenu (cca 43.000 zlatých). Matice se dům snažila tři roky bezvýsledně prodat. Další dědici ale nebyli ochotni tak dlouho na svůj podíl čekat a podali na ni žalobu u soudu. Soud rozhodl r. 1898 v jejich neprospěch — povinnost k výplatě nastane podle rozsudku až po prodeji. Roku 1900 podala na Matici další žalobu finanční prokuratura s argumentem, že prodej v běžné dražbě je nemožný, proto je nutné nařídit dražbu exekuční, a Matice její provedení zdržuje. Soud však dal za pravdu Matici — ke zdržení došlo pouze vinou dalších dědiců, kteří nebyli ochotni snížit vyvolávací cenu, ač bylo zřejmé, že s celou slíbenou hodnotou nemohou počítat. Finanční prokuratura byla odsouzena k náhradě nákladů řízení.